# Марцоко
Във Флорентинската република Марцòко (на итал. marzocco) или Марцуко (marzucco) е лъв – символ на народната власт. 
Традицията на тотемното животно в италианските градове от Средновековието е много силна, особено в Северна и Централна Италия (орел: Акуила, Пиза, Форли; пантера: Лука; мечка: Пистоя; кон: Арецо; вълчица: Сиена; грифон: Перуджа, Генуа; лъв (на Свети Марк): Венеция. Тази идентификация е отразена в много градски гербове и в много асоциации на гербове и тотемни животни. Обичаят да се пазят и излагат екземпляри от тях (когато става дума за животни, съществуващи в природата) се смята за знак за власт и богатство.

## История
Терминът е с несигурна етимология, но във всеки случай се отнася до латинското "martius" = на Марс. Друго от предложените обяснения е, че marzocco е съкращението на думата Martocus, т.е. малкият Марс. най-известното от тези изображения несъмнено е това на Донатело. В по-древни времена, както може да се види във ветропоказателя на Палацо Векио, марцоко трябва да е бил представен на задни крака с малък щандарт с герба на Флоренция (червена лилия на бяло поле).
Данте Алигиери съобщава за общоприетото вярване, че град Флоренция преди е бил посветен на Марс и че е имало римска статуя на бога, поставена близо до Понте Векио, която е била залята от наводнението през 1333 г. 
През XIV век, поне до Черната смърт, до Палацо Векио, от страната на ул. „Нина“, Синьорията е държала истинска менажерия от лъвове с около тридесет животни, така че улицата се наричала Улица на лъвовете. Решението да се държат живи лъвове в менажерия е взето в чест на Уилям I, брат на краля на Шотландия Малкълм IV, когото той наследява през 1165 г. Уилям, известен като Лъва, защото изобразява това животно на герба си, управлява добре Флоренция и градът му е благодарен. 
Тези лъвове за първи път са поставени на местна земя до Кулата на Гуардаморто на пл. „Сан Джовани“ и през XIII век са прехвърлени на Площад Синьория, зад двореца, между сегашната ул. „дей Леони“ и ул. „дей Гонди“, където е била Кула Гуардинго. 
През 1550 г. менажерията е поставена на ул. „дел Мальо“ (днешна ил. „Ламармора“), до Джардино дей Семпличи, където остава до 1777 г., когато великият херцог Петер Леополд II я премахва. По времето на Флорентинската република лицето, отговарящо за управлението на менажерията, трябва да бъде благородник, да плаща Gravezze (данъци) в продължение на тридесет години и да носи дълга брада, противно на обичаите на времето, както е записано в една Riformagione от XIV век.
Статуята на Марцоко и нейната основа са били от пиетра серена (в съвременните текстове тя се е наричала pietra di macigno – пясъчник), тъй като е била поставена отвън. С течение на времето е подложена на силно атмосферно въздействие и през 1490 г. Бенедето да Маяно е помолен за нова основа, този път мраморна, с изобразени символите на флорентинските квартали (в допълнение към тези на Републиката). С течение на времето статуята на Марцоко също претърпява ерозия и в началото на XIX  век е заменена от Марцоко на Донатело. Първоначално тя е поставена в помещенията на т. нар. „Флорентински Латеран", т.е. в манастира Санта Мария Новела, на висока основа, впоследствие намалена във връзка със структурните модификации на сградата. Фактът, че основата е дълга 1,80 метра в сравнение с 50 см ширина, предполага, че Марцоко, намиращ се там от средата на 14. до началото на XIX век, е легнал, докато Марцоко на Донатело е полуседнал на задните си крака и с предната дясна част се обляга тържествено на щита с флорентинска лилия, докато лявата част осигурява опорна точка. Погледът на лъва е обърнат настрани и е израз на гордост, твърдост и величие. Днес творбите са субрани и съхранени в музея Барджело (Зала на Донатело). Копие на Марцоко на Донатело е разположено на Пиаца дела Синьория пред Палацо Векио, където веднъж годишно, по случай празника на Св. Йоан Кръстител – покровителят на Флоренция, Орденът на Гвелската партия (Ordine di Parte Guelfa) го чества чрез традиционния Обред на коронацията.
Марцоко също е използван за маркиране на територията: например историкът и художник Леоне Кобели да Форлои разказва, че самият той е изработил флорентински марцоко като украса за кулен часовник в Кастрокаро – северният аванпост на Флоренция в Романя близо до Форли. В района на Флоренция символът също се използва широко като декорация за порти, стени и т.н., но се среща и в други области на Тоскана.
В Ангиари, в района на Арецо, в Палацо дел Марцоко се помещава музей, който припомня историческата битка, водена на равнината пред града между флорентинците и миланските войски. В Ливорно Кулата на Марцоко, построена от флорентинците през XV век като фар за пристанището, тогава артилерийски площад, е увенчана с меден ветропоказател във формата на издигнат на задни крака лъв.